# Magia del corazón
Magia del corazón (título original: The Skateboard Kid) es una película estadounidense de comedia, fantasía y familiar de 1993, dirigida por Larry Swerdlove, que a su vez la escribió junto a Gary Stuart Kaplan, musicalizada por Adam Gorgoni, en la fotografía estuvo Don E. FauntLeRoy y los protagonistas son Timothy Busfield, Bess Armstrong y Trevor Lissauer, entre otros. El filme fue producido por Concorde-New Horizons y se estrenó el 23 de junio de 1993.

## Sinopsis
Cuando el trabajo de su padre hace que la familia se tenga que ir de la ciudad, Zack Tyler se queda sin amigos. Pero cuando adquiere una patineta usada, se da cuenta de que tiene raros e inusuales poderes, los cuales favorecen su situación en esta nueva etapa.